# 15916 Shigeoyamada
15916 Shigeoyamada este un asteroid din centura principală de asteroizi.

## Descriere
15916 Shigeoyamada este un asteroid din centura principală de asteroizi. A fost descoperit pe 25 octombrie 1997 la Chichibu de Naoto Satō. Asteroidul prezintă o orbită caracterizată de o semiaxă mare de 2,40 ua, o excentricitate de 0,05 și o înclinație de 3,8° în raport cu ecliptica.